# Przesławice (województwo kujawsko-pomorskie)
Przesławice – wieś w Polsce położona w województwie kujawsko-pomorskim, w powiecie grudziądzkim, w gminie Łasin.

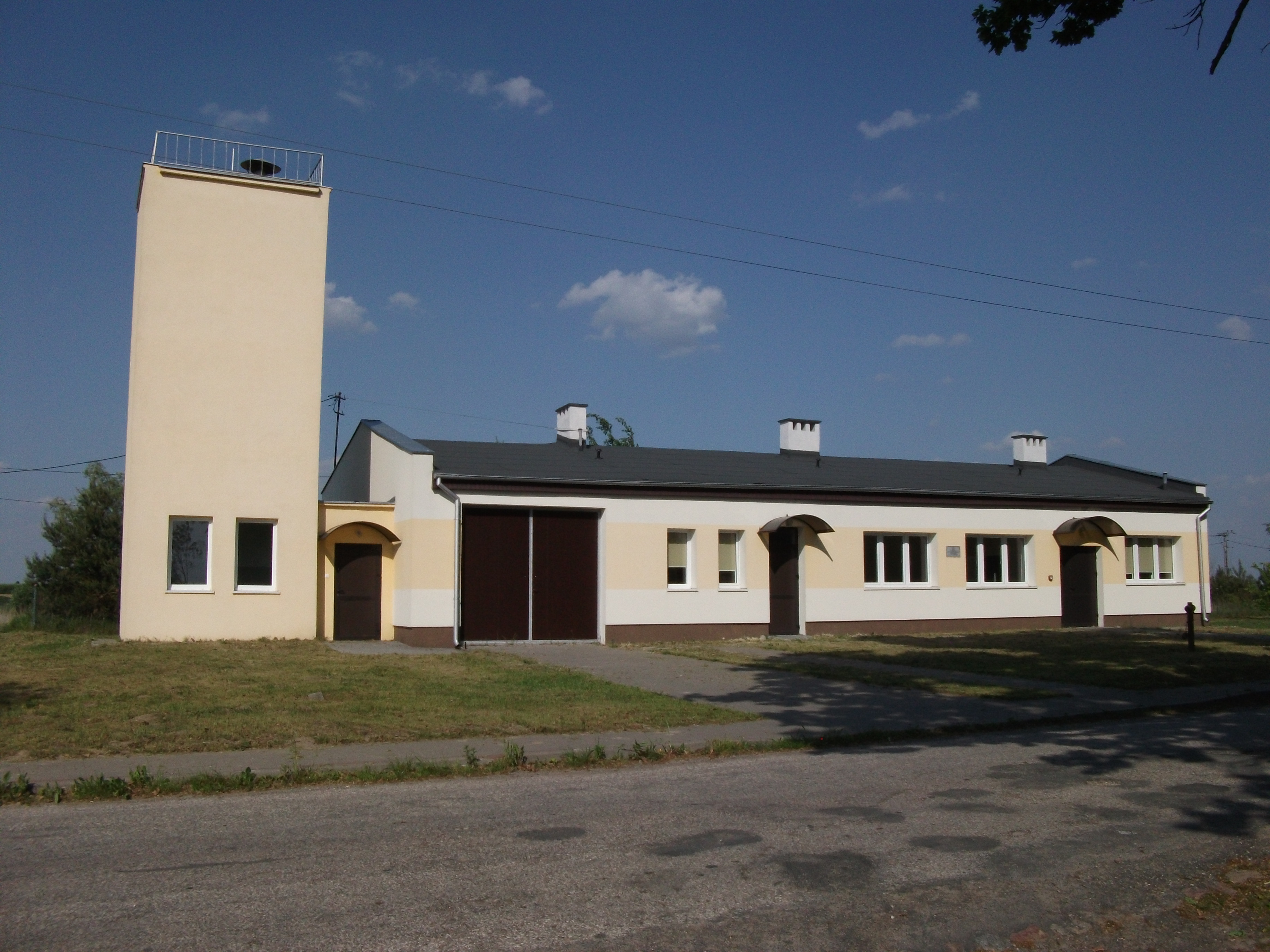
OSP Przesławice

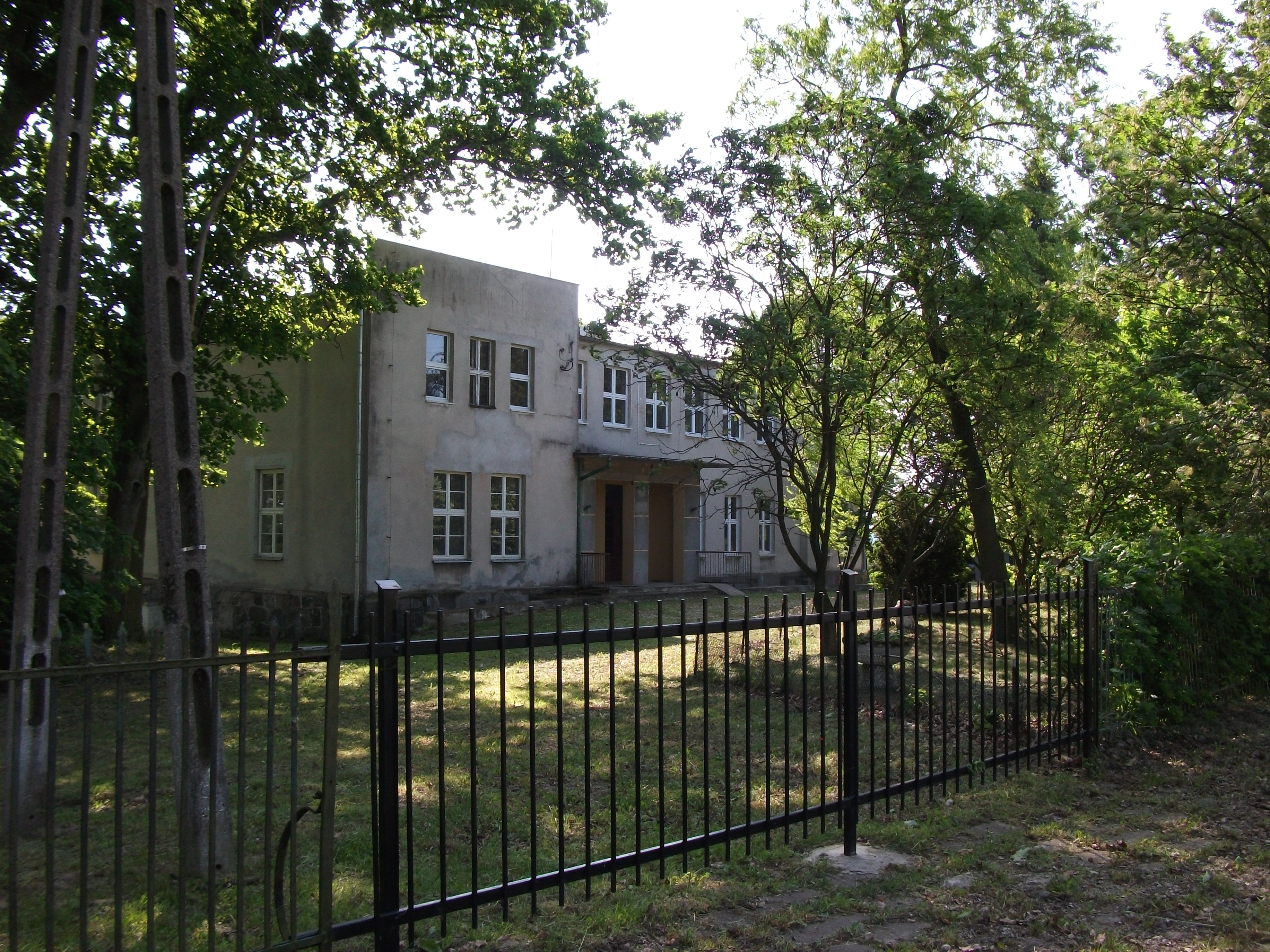
Dawna szkoła podstawowa w Przesławicach

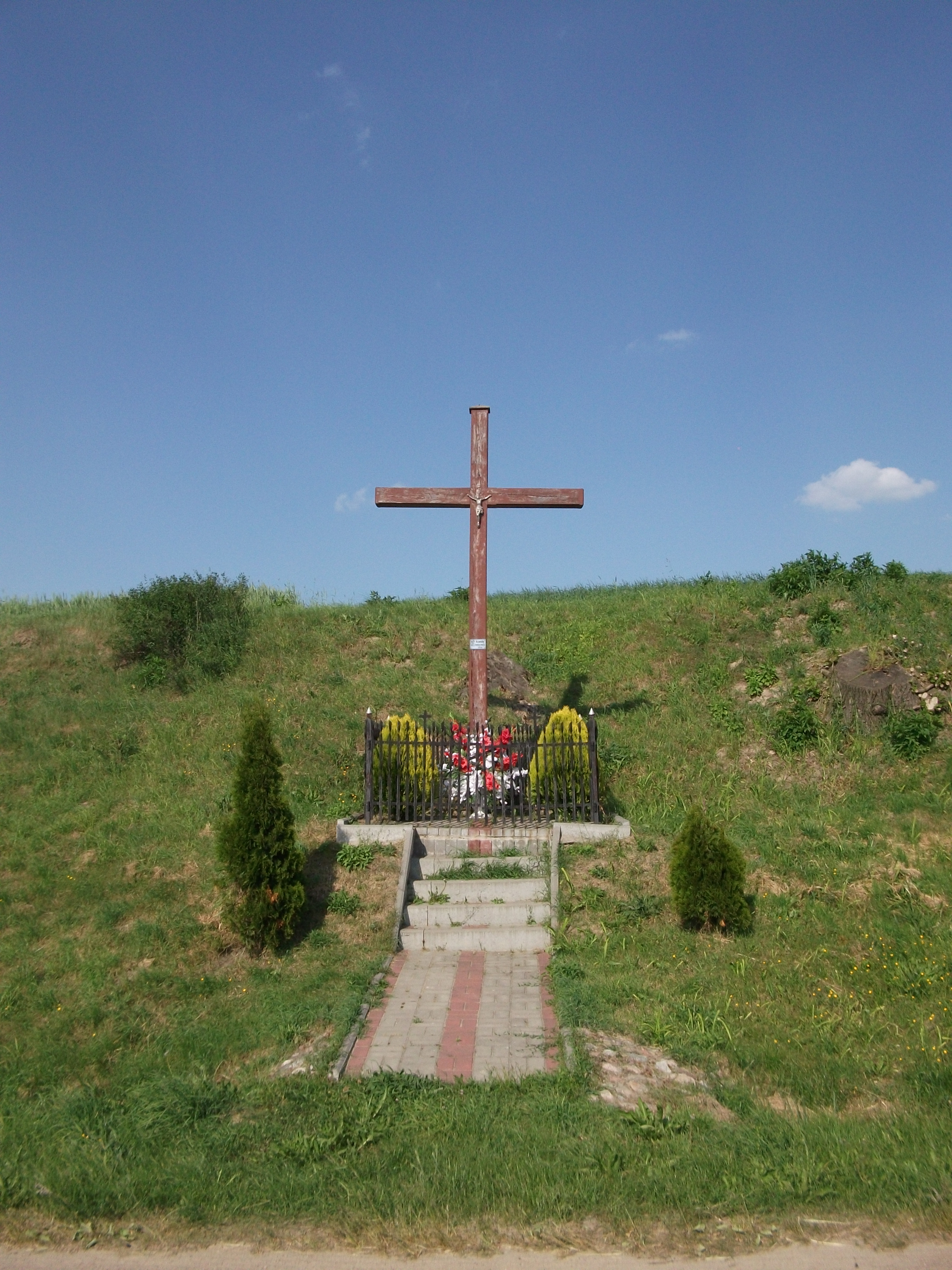
Krzyż w Przesławicach

Granicę wsi stanowi od południa Rezerwat przyrody Dolina Osy. Do wsi prowadzą dwie drogi: pierwsza stanowi dojazd od drogi wojewódzkiej nr 538 od wsi Słupski Młyn, a druga prowadzi od wsi Mędrzyce.
We wsi znajduje się jednostka Ochotniczej Straży Pożarnej (OSP). W Przesławicach dawniej funkcjonowała 8-klasowa szkoła podstawowa, obecnie budynek szkoły nie jest użytkowany do celów edukacyjnych. We wsi znajduje się też kaplica.
W latach 1975–1998 miejscowość położona była w województwie toruńskim.

## Demografia
Według Narodowego Spisu Powszechnego (III 2011 r.) wieś liczyła 209 mieszkańców. Jest dwunastą co do wielkości miejscowością gminy Łasin.

## Zabytki
Według rejestru zabytków NID na listę zabytków wpisany jest park dworski z XIX/XX w., nr rej.: 526 z 24.04.1987.